# Obereopsis holofusca
Obereopsis holofusca là một loài bọ cánh cứng trong họ Cerambycidae.